# Seekopf (Forbach)
De Seekopf is een berg in de deelstaat Baden-Württemberg, Duitsland. De berg heeft een hoogte van 1.001 meter en is gelegen in het Zwarte Woud.